# Terelle
Terelle é uma comuna italiana da região do Lácio, província de Frosinone, com cerca de 603 habitantes. Estende-se por uma área de 31 km², tendo uma densidade populacional de 19 hab/km². Faz fronteira com Atina, Belmonte Castello, Casalattico, Cassino, Colle San Magno, Piedimonte San Germano, Sant'Elia Fiumerapido, Villa Santa Lucia.

## Demografia
| Variação demográfica do município entre 1861 e 2011                               |
|                                                                                   |
| Fonte: Istituto Nazionale di Statistica (ISTAT) - Elaboração gráfica da Wikipedia |